# Yamaha Motors Football Club 1985-1986
Questa voce raccoglie le informazioni riguardanti lo Yamaha Motors Football Club nelle competizioni ufficiali della stagione 1985-1986.

## Stagione
Eliminato ai quarti di finale delle coppe, in campionato lo Yamaha Motors ebbe un calo di rendimento nel finale che lo fece scivolare sino al sesto posto finale.

## Maglie e sponsor
Le divise, prodotte dalla Puma, recano sulla parte anteriore della maglia l'iscrizione Yamaha.
| Manica sinistra · Manica sinistra · Maglietta · Maglietta · Manica destra · Manica destra · Pantaloncini · Calzettoni | Manica sinistra · Manica sinistra · Maglietta · Maglietta · Manica destra · Manica destra · Pantaloncini · Calzettoni |  |

## Organigramma societario
Area tecnica
- Allenatore: Ryūichi Sugiyama
- Vice allenatore: Kikuo Konagaya, Masao Ishikawa e Masakazu Suzuki
- Collaboratore tecnico: Teruo Hajisawa

## Rosa
| N. |                     | Ruolo | Calciatore                    |
| -- | ------------------- | ----- | ----------------------------- |
| 1  | Giappone (bandiera) | P     | Shinichi Morishita            |
| 2  | Giappone (bandiera) | D     | Tomoyuki Ishii                |
| 3  | Giappone (bandiera) | D     | Masakuni Yamamoto             |
| 4  | Giappone (bandiera) | D     | Yoshinori Ishigami            |
| 5  | Giappone (bandiera) | C     | Kazuya Arita                  |
| 6  | Giappone (bandiera) | C     | Atsushi Watanabe              |
| 7  | Giappone (bandiera) | D     | Masaaki Yanagishita           |
| 8  | Giappone (bandiera) | D     | Tetsuo Mukoda                 |
| 9  | Giappone (bandiera) | A     | Kazuhito Mochizuki (Capitano) |
| 10 | Giappone (bandiera) | C     | Kazuaki Nagasawa              |
| 11 | Giappone (bandiera) | A     | Masanobu Tashiro              |
| 12 | Giappone (bandiera) | C     | Hiroshi Yazaki                |
| 13 | Giappone (bandiera) | D     | Masaru Uchiyama               |

| N. |                     | Ruolo | Calciatore        |
| -- | ------------------- | ----- | ----------------- |
| 14 | Giappone (bandiera) | D     | Masashi Kato      |
| 15 | Giappone (bandiera) | C     | Mitsunori Yoshida |
| 16 | Giappone (bandiera) | D     | Masato Obata      |
| 17 | Giappone (bandiera) | C     | Atsushi Uchiyama  |
| 18 | Giappone (bandiera) | A     | Masahiro Miwa     |
| 19 | Giappone (bandiera) | A     | Fuminori Shida    |
| 20 | Giappone (bandiera) | C     | Kazuyuki Maehara  |
| 21 | Giappone (bandiera) | P     | Akiyoshi Ohashi   |
| 22 | Giappone (bandiera) | D     | Teruhito Kikuchi  |
| 23 | Giappone (bandiera) | A     | Mitsuhiro Tada    |
| 24 | Giappone (bandiera) | C     | Mitsuru Kusakabe  |
| 25 | Giappone (bandiera) | A     | Hitoshi Ikeda     |

## Risultati

### JSL Division 1
| Iwata 8 settembre 1985 | Yamaha Motors | 1 – 0 | Hitachi |  |

| Kobe 11 settembre 1985 | Yanmar Diesel | 1 – 2 | Yamaha Motors |  |

| Iwata 15 settembre 1985 | Yamaha Motors | 2 – 1 | Nippon Kokan |  |

| Fujieda 28 settembre 1985 | Honda Motor | 1 – 0 | Yamaha Motors |  |

| Iwata 6 ottobre 1985 | Yamaha Motors | 1 – 1 | Furukawa Electric |  |

| Yokohama 10 ottobre 1985 | ANA Yokohama | 0 – 1 | Yamaha Motors |  |

| Niigata 13 ottobre 1985 | Nissan Motors | 0 – 1 | Yamaha Motors |  |

| Iwata 11 novembre 1985 | Yamaha Motors | 0 – 0 | Yanmar Diesel |  |

| Kawasaki 17 novembre 1985 | Nippon Kokan | 0 – 1 | Yamaha Motors |  |

| Fuji 21 novembre 1985 | Yamaha Motors | 2 – 1 | Mitsubishi HI |  |

| Iwata 1º dicembre 1985 | Yamaha Motors | 2 – 2 | Fujita |  |

| Tokyo 7 dicembre 1985 | Mitsubishi HI | 1 – 0 | Yamaha Motors |  |

| Tokyo 19 gennaio 1986 | Fujita | 2 – 0 | Yamaha Motors |  |

| Iwata 26 gennaio 1986 | Yamaha Motors | 0 – 0 | Honda Motor |  |

| Tokyo 2 febbraio 1986 | Furukawa Electric | 3 – 0 | Yamaha Motors |  |

| Iwata 9 febbraio 1986 | Yamaha Motors | 3 – 0 | ANA Yokohama |  |

| Iwata 16 febbraio 1986 | Yamaha Motors | 0 – 1 | Nissan Motors |  |

| Tokyo 23 febbraio 1986 | Yomiuri | 2 – 0 | Yamaha Motors |  |

| Iwata 2 marzo 1986 | Yamaha Motors | 0 – 1 | Sumitomo Metals |  |

| Tokyo 9 marzo 1986 | Hitachi | 1 – 0 | Yamaha Motors |  |

| Tokyo 15 marzo 1986 | Yamaha Motors | 0 – 2 | Yomiuri |  |

| Kashima 24 marzo 1986 | Sumitomo Metals | 0 – 1 | Yamaha Motors |  |

### Japan Soccer League Cup
| Iwata 29 giugno 1985 | Yamaha Motors | 1 – 0 | Toyota Motors |  |

| Iwata 30 giugno 1985 | Yamaha Motors | 1 – 3 | Yomiuri |  |

### Coppa dell'Imperatore
| Iwata 14 dicembre 1985 | Yamaha Motors | 2 – 0 | Chūō Daigaku |  |

| Iwata 15 dicembre 1986 | Yamaha Motors | 1 – 0 | ANA Yokohama |  |

| Shizuoka 22 dicembre 1985 | Yamaha Motors | 1 – 2 | Toyota Motors |  |

## Statistiche

### Statistiche di squadra
| Competizione          | Punti | Totale | Totale | Totale | Totale | Totale | Totale | DR |
| Competizione          | Punti | G      | V      | N      | P      | Gf     | Gs     | DR |
| --------------------- | ----- | ------ | ------ | ------ | ------ | ------ | ------ | -- |
| JSL Division 1        | 23    | 22     | 9      | 5      | 8      | 20     | 21     | -1 |
| JSL Cup               | -     | 2      | 1      | 0      | 1      | 2      | 3      | -1 |
| Coppa dell'Imperatore | -     | 3      | 2      | 0      | 1      | 4      | 2      | +2 |
| Totale                | -     | 27     | 12     | 5      | 10     | 26     | 26     | 0  |

### Statistiche dei giocatori
| Giocatore      | JSL Division 1 | JSL Division 1 | JSL Division 1 | JSL Division 1 | JSL Cup  | JSL Cup | JSL Cup     | JSL Cup    | Coppa dell'Imperatore | Coppa dell'Imperatore | Coppa dell'Imperatore | Coppa dell'Imperatore | Totale   | Totale | Totale      | Totale     |
| Giocatore      | Presenze       | Reti           | Ammonizioni    | Espulsioni     | Presenze | Reti    | Ammonizioni | Espulsioni | Presenze              | Reti                  | Ammonizioni           | Espulsioni            | Presenze | Reti   | Ammonizioni | Espulsioni |
| -------------- | -------------- | -------------- | -------------- | -------------- | -------- | ------- | ----------- | ---------- | --------------------- | --------------------- | --------------------- | --------------------- | -------- | ------ | ----------- | ---------- |
| K. Arita       | 18             | 1              | ?              | ?              | ?        | ?       | ?           | ?          | ?                     | ?                     | ?                     | ?                     | 18+      | 1+     | ?           | ?          |
| M. Tashiro     | 8              | 3              | ?              | ?              | ?        | ?       | ?           | ?          | ?                     | ?                     | ?                     | ?                     | 8+       | 3+     | ?           | ?          |
| M. Tada        | 3              | 0              | ?              | ?              | ?        | ?       | ?           | ?          | ?                     | ?                     | ?                     | ?                     | 3+       | 0+     | ?           | ?          |
| S. Itsumoto    | 4              | 0              | ?              | ?              | ?        | ?       | ?           | ?          | ?                     | ?                     | ?                     | ?                     | 4+       | 0+     | ?           | ?          |
| Y. Ishigami    | 22             | 0              | ?              | ?              | ?        | ?       | ?           | ?          | ?                     | ?                     | ?                     | ?                     | 22+      | 0+     | ?           | ?          |
| T. Ishii       | 20             | 0              | ?              | ?              | ?        | ?       | ?           | ?          | ?                     | ?                     | ?                     | ?                     | 20+      | 0+     | ?           | ?          |
| H. Ikeda       | 0              | 0              | ?              | ?              | ?        | ?       | ?           | ?          | ?                     | ?                     | ?                     | ?                     | 0+       | 0+     | ?           | ?          |
| M. Kato        | 11             | 0              | ?              | ?              | ?        | ?       | ?           | ?          | ?                     | ?                     | ?                     | ?                     | 11+      | 0+     | ?           | ?          |
| T. Kikuchi     | 0              | 0              | ?              | ?              | ?        | ?       | ?           | ?          | ?                     | ?                     | ?                     | ?                     | 0+       | 0+     | ?           | ?          |
| M. Miwa        | 21             | 2              | ?              | ?              | ?        | ?       | ?           | ?          | ?                     | ?                     | ?                     | ?                     | 21+      | 2+     | ?           | ?          |
| S. Morishita   | 21             | -?             | ?              | ?              | ?        | ?       | ?           | ?          | ?                     | ?                     | ?                     | ?                     | 21+      | 0+     | ?           | ?          |
| K. Nagasawa    | 18             | 2              | ?              | ?              | ?        | ?       | ?           | ?          | ?                     | ?                     | ?                     | ?                     | 18+      | 2+     | ?           | ?          |
| A. Ohashi      | 1              | -?             | ?              | ?              | ?        | ?       | ?           | ?          | ?                     | ?                     | ?                     | ?                     | 1+       | 0+     | ?           | ?          |
| F. Shida       | 14             | 5              | ?              | ?              | ?        | ?       | ?           | ?          | ?                     | ?                     | ?                     | ?                     | 14+      | 5+     | ?           | ?          |
| M. Kusakabe    | 1              | 0              | ?              | ?              | ?        | ?       | ?           | ?          | ?                     | ?                     | ?                     | ?                     | 1+       | 0+     | ?           | ?          |
| A. Uchiyama    | 21             | 2              | ?              | ?              | ?        | ?       | ?           | ?          | ?                     | ?                     | ?                     | ?                     | 21+      | 2+     | ?           | ?          |
| M. Uchiyama    | 21             | 0              | ?              | ?              | ?        | ?       | ?           | ?          | ?                     | ?                     | ?                     | ?                     | 21+      | 0+     | ?           | ?          |
| M. Yamamoto    | 22             | 0              | ?              | ?              | ?        | ?       | ?           | ?          | ?                     | ?                     | ?                     | ?                     | 22+      | 0+     | ?           | ?          |
| M. Yanagishita | 3              | 0              | ?              | ?              | ?        | ?       | ?           | ?          | ?                     | ?                     | ?                     | ?                     | 3+       | 0+     | ?           | ?          |
| H. Yazaki      | 0              | 0              | ?              | ?              | ?        | ?       | ?           | ?          | ?                     | ?                     | ?                     | ?                     | 0+       | 0+     | ?           | ?          |
| M. Yoshida     | 21             | 3              | ?              | ?              | ?        | ?       | ?           | ?          | ?                     | ?                     | ?                     | ?                     | 21+      | 3+     | ?           | ?          |